# Ідро
Ідро (італ. Idro) — муніципалітет в Італії, у регіоні Ломбардія, провінція Брешія.
Ідро розташоване на відстані близько 460 км на північ від Рима, 105 км на схід від Мілана, 32 км на північний схід від Брешії.
Населення — 1960 осіб (2014).

## Демографія
Населення за роками:

Станом на 1 січня 2023 року в муніципалітеті офіційно проживав 91 іноземець з 20 країн, серед них 19 громадян країн Євросоюзу та 7 громадян України.

## Сусідні муніципалітети
- Анфо
- Баголіно
- Бондоне
- Каповалле
- Лавеноне
- Тревізо-Брешіано
- Вальвестіно